# György Vörös
György Vörös (* 11. März 1959 in Monor; † 7. Januar 2021) war ein ungarischer Badmintonspieler.
György Vörös war der Sohn von Miklós Vörös und dessen Frau Anna Romházi. Er machte 1977 das Abitur am Blanka-Teleki-Gymnasium in Budapest und absolvierte danach eine Ausbildung an der Hochschule für Leibesübungen, die er 1984 erfolgreich als Sportlehrer abschloss. Danach arbeitete er als Sportlehrer an der Miklós-Zrínyi-Militärakademie. Er war verheiratet mit der Badmintonspielerin Ildikó Vígh.

## Karriere
Vörös erkämpfte sich 1977 alle drei möglichen Titel bei den nationalen Juniorenmeisterschaften. Es sollte noch vier Jahre dauern, bevor er 1981 erstmals bei den Erwachsenen erfolgreich war. Auch hier erkämpfte er sich sofort alle drei möglichen Titel. 1982, 1983 und 1984 wiederholte er diesen totalen Triumph.
International war Vörös Stammgast beim Internationalen Werner-Seelenbinder-Gedenkturnier.

## Erfolge
| Saison    | Veranstaltung                                          | Disziplin    | Platz | Sieger                          |
| --------- | ------------------------------------------------------ | ------------ | ----- | ------------------------------- |
| 1977      | Ungarn: Einzelmeisterschaften der Junioren             | Herreneinzel | 1     | György Vörös                    |
| 1977      | Ungarn: Einzelmeisterschaften der Junioren             | Herrendoppel | 1     | György Vörös / Gábor Petrovits  |
| 1977      | Ungarn: Einzelmeisterschaften der Junioren             | Mixed        | 1     | György Vörös / Erzsebet Gindert |
| 1981      | Ungarn: Einzelmeisterschaften                          | Herrendoppel | 1     | György Vörös / Ferenc Rolek     |
| 1981      | Ungarn: Einzelmeisterschaften                          | Herreneinzel | 1     | György Vörös                    |
| 1981      | Ungarn: Einzelmeisterschaften                          | Mixed        | 1     | György Vörös / Zsuzsa Diószegi  |
| 1982      | Ungarn: Einzelmeisterschaften                          | Herrendoppel | 1     | György Vörös / Ferenc Rolek     |
| 1982      | Ungarn: Einzelmeisterschaften                          | Herreneinzel | 1     | György Vörös                    |
| 1982      | Ungarn: Einzelmeisterschaften                          | Mixed        | 1     | György Vörös / Zsuzsa Diószegi  |
| 1982/1983 | DDR: Internationales Werner-Seelenbinder-Gedenkturnier | Herrendoppel | 3     | György Vörös / Istvan Englert   |
| 1983      | Ungarn: Einzelmeisterschaften                          | Mixed        | 1     | György Vörös / Ildikó Vígh      |
| 1983      | Ungarn: Einzelmeisterschaften                          | Herrendoppel | 1     | György Vörös / Gábor Petrovits  |
| 1983      | Ungarn: Einzelmeisterschaften                          | Herreneinzel | 1     | György Vörös                    |
| 1984      | Ungarn: Einzelmeisterschaften                          | Herreneinzel | 1     | György Vörös                    |
| 1984      | Ungarn: Einzelmeisterschaften                          | Mixed        | 1     | György Vörös / Ildikó Vígh      |
| 1984      | Ungarn: Einzelmeisterschaften                          | Herrendoppel | 1     | György Vörös / Gábor Petrovits  |
| 1985      | Ungarn: Einzelmeisterschaften                          | Herrendoppel | 1     | György Vörös / Gábor Petrovits  |
| 1985      | Ungarn: Einzelmeisterschaften                          | Mixed        | 1     | György Vörös / Ildikó Vígh      |
| 1986      | Ungarn: Einzelmeisterschaften                          | Herreneinzel | 1     | György Vörös                    |
| 1987      | Ungarn: Einzelmeisterschaften                          | Herrendoppel | 1     | György Vörös / Gábor Petrovits  |
| 1987      | Ungarn: Einzelmeisterschaften                          | Mixed        | 1     | György Vörös / Judit Fejes      |
| 1991      | Ungarn: Einzelmeisterschaften                          | Mixed        | 1     | György Vörös / Andrea Dakó      |
| 1992      | Ungarn: Einzelmeisterschaften                          | Mixed        | 1     | György Vörös / Andrea Dakó      |
| 1994      | Ungarn: Einzelmeisterschaften                          | Mixed        | 1     | György Vörös / Andrea Ódor      |
| 1994      | Ungarn: Einzelmeisterschaften                          | Herrendoppel | 1     | Gyula Szalai / György Vörös     |